# 宮の森
宮の森（みやのもり）は、北海道札幌市中央区にある地名。円山以西、北5条手稲通以南の山沿いの地域である。

## 条と丁目
| 条        | 丁目      | 備考 |
| --------- | --------- | ---- |
| 宮の森    | -         |      |
| 宮の森1条 | 1〜18丁目 |      |
| 宮の森2条 | 1〜17丁目 |      |
| 宮の森3条 | 1〜13丁目 |      |
| 宮の森4条 | 1〜13丁目 |      |

## 歴史
1871年（明治4年）、東本願寺は新潟県から現在の山鼻地区に40戸を招き、入植させた。その他の移住者と合わせて50戸のこの集落は、その年の干支にちなんで辛未一ノ村（しんびいちのむら）と呼ばれた。ところが同年の内に、山鼻の市街化を計画する開拓使の意向によって、50戸164名の住人たちは別の場所へ再移住することとなった。彼らは小集団に分散し、円山に向かった一派以外は戸数をもって新しく入植した土地の名前とした。
- 6戸 - 円山
- 8戸 - 八軒
- 12戸 - 十二軒
- 24戸 - 二十四軒

彼らは琴似村の基礎を造り、その後に建設された琴似屯田兵村とともに地域を発展させていった。
1928年（昭和3年）に秩父宮雍仁親王が、翌1929年（昭和4年）には高松宮宣仁親王が来訪し、三角山や荒井山でスキーを楽しんだことから、1930年（昭和5年）に「宮様スキー大会」が開催され、それ以来十二軒の地は宮ノ森と呼ばれるようになった。
1943年（昭和18年）5月、地名が正式に琴似町宮ノ森へと改称される。
1955年（昭和30年）、琴似町は札幌市へと合併。1960年代には三井観光開発が札幌神社の所有地約82.5万平米を取得し別荘地開発に着手、佐藤栄作や河野一郎等政財界の重鎮に土地を寄付し大半は返却又は転売されたものの、後に高級住宅街として発展する基礎となる。
1972年（昭和47年）の政令指定都市移行に伴い、琴似町の冠称を削除して中央区宮の森となる。
1976年（昭和51年）3月1日、宮の森・宮ケ丘・円山西町の各一部から宮の森1条6丁目から18丁目・宮の森2条7丁目から17丁目・宮の森3条11丁目から13丁目・宮の森4条11丁目から13丁目新設。

## 山と付随する施設
- 荒井山
  - 荒井山シャンツェ
- 大倉山
  - 大倉山ジャンプ競技場
  - 大倉山クリスタルハウス
  - 札幌オリンピックミュージアム
- よこして山（奥三角山）

## 学校
- 北海道札幌西高等学校（宮の森4-8）
- 札幌聖心女子学院中学校・高等学校（宮の森2-16）
- 札幌市立宮の森中学校（宮の森1-16）
- 札幌市立宮の森小学校（宮の森4-6）
- 札幌市立大倉山小学校（宮の森3-13）
- 札幌市立三角山小学校（宮の森4-11）

## その他の施設
- 宮の森ジャンプ競技場（宮の森1-18）
- 本郷新記念札幌彫刻美術館（宮の森4-12）
- 大乗院（宮の森1263-3）
- 北海道森林管理局（宮の森3-7）

## 企業
- 佐藤水産（宮の森3-1）
- サザエ食品（宮の森4-1）